# Pyrrhocoris
Pyrrhocoris är ett släkte av insekter. Pyrrhocoris ingår i familjen eldskinnbaggar.
Släktet innehåller arterna Eldlus, (Pyrrhocoris apterus), Pyrrhocoris fuscopunctatus, Pyrrhocoris marginatus, Pyrrhocoris sibiricus och Pyrrhocoris sinuaticollis.